# Leptachirus bensbach
Leptachirus bensbach är en fiskart som beskrevs av Randall 2007. Leptachirus bensbach ingår i släktet Leptachirus och familjen tungefiskar. Inga underarter finns listade i Catalogue of Life.